# Fred Daly
Frederick Daly (1911 - 1990) was een golfer uit Noord-Ierland. Hij won het Brits Open in 1947.
Fred Daly werd in Portrush in county Antrim geboren.
Daly begon als caddie op de Royal Portrush Golf Club. In 1936 behaalde hij zijn eerste grote overwinning toen hij het Ulster PGA kampioenschap won. Later zou hij het nog zeven keer winnen.

Na de Tweede Wereldoorlog was hij de clubpro op de Balmoral Golf Club in Belfast. Hij was de eerste Ier die het Brits Open won, en de eerste Ier die een Major won, totdat Pádraig Harrington in 2007 het US Open won. Hij was ook de eerste speler die het Brits Open en de News of the World Match Play in hetzelfde jaar won sinds James Braid die twee titels in 1905 veroverde. En hij is nog steeds de enige Noord-Ier die het Iers Open heeft gewonnen.
Hij speelde elf keer in het Brits Open. De eerste keer was in 1946, waar hij 8ste werd; hij won op de Royal Liverpool Golf Club in 1947, en in 1948, toen hij zijn titel verdedigde, werd hij 2de in een tie met Dai Rees en Roberto De Vicenzo.  In 1950, 1951 en 1952 werd hij resp. 3de, 4de en 3de.
Hij speelde vier keer in de Ryder Cup, die tot 1985 bijna altijd door het Amerikaanse team gewonnen werd.
Daly overleed aan een hartaanval.

## Gewonnen
Als professional won Daly 21 toernooien, inclusief 8x het Ulster PGA.
- 1936: Irish International, Ulster PGA Championship
- 1937: Irish International
- 1938: Irish International
- 1940: Irish PGA Championship
- 1946: Irish Open, Irish PGA Championship
- 1947: The Open Championship, News of the World Match Play
- 1948: Penfold Tournament, News of the World Match Play
- 1952: Daks Tournament, News of the World Match Play, Irish PGA Championship

## Teams
- Ryder Cup: 1947, 1949, 1951, 1953